# Václav Skořepa
Václav Skořepa (* 6. září 1952 Hradec Králové) je bývalý český prvoligový fotbalista.

## Hráčská kariéra
V československé nejvyšší soutěži zasáhl do 3 utkání v dresu Hradce Králové na podzim 1980, v nichž neskóroval.
Za Hradec Králové vstřelil 13 druholigových branek. Na vojně v Táboře se potkal s později velice úspěšnými fotbalisty, kterými byli Jiří Finger, Karel Jarůšek, Zdeněk Lochman, Zdeněk Smištík, Zdeněk Rygel, Tomáš Stránský či brankář Eduard Došek.
Od roku 1984 hrál v Kunčicích. Na začátku 90. let 20. století zde ukončil aktivní činnost.

## Trenérská kariéra
Po skončení hráčské kariéry působil několik let jako trenér mládeže a menších klubů na Královéhradecku.
Jako trenér vedl Marka Kuliče v začátcích jeho kariéry (1995).

## Ligová bilance
| Ročník                                   | Zápasy | Góly | Minuty | Klub                       |
| ---------------------------------------- | ------ | ---- | ------ | -------------------------- |
| 1. československá fotbalová liga 1980/81 | 3      | 0    | –      | Spartak ZVÚ Hradec Králové |
| CELKEM 1. LIGA ČSSR                      | 3      | 0    | –      |                            |